# Makau na Mistrzostwach Świata w Lekkoatletyce 2019
Makau na Mistrzostwach Świata w Lekkoatletyce 2019 – reprezentacja Makau podczas mistrzostw świata w Doha liczyła tylko jedną zawodniczkę, sprinterkę Loi Im Lan.

## Skład reprezentacji

### Kobiety
| Zawodniczka | Konkurencja   | Eliminacje | Eliminacje | Półfinał | Półfinał | Finał | Finał   |
| Zawodniczka | Konkurencja   | Wynik      | Pozycja    | Wynik    | Pozycja  | Wynik | Pozycja |
| ----------- | ------------- | ---------- | ---------- | -------- | -------- | ----- | ------- |
| Loi Im Lan  | Bieg na 100 m | 12.10      | 33.        | NQ       | NQ       | NQ    | NQ      |